# 2 marca
2 marca jest 61. (w latach przestępnych 62.) dniem w kalendarzu gregoriańskim. Do końca roku pozostaje 304 dni.

## Święta
- Imieniny obchodzą: Absalon, Agnieszka, Franciszek, Halszka, Helena, Henryk, Januaria, Karol, Krzysztof, Łukasz, Michał, Paweł, Prosper i Radosław.
- Mjanma – Dzień Rolników
- Etiopia – Święto Zwycięstwa pod Aduą
- Wspomnienia i święta w Kościele katolickim obchodzą[1][2]
  - św. Agnieszka z Pragi (ksieni)
  - św. Aniela od Krzyża, hiszpańska zakonnica
  - św. Ceda (Ceada, Chad), biskup Mercji
  - bł. Karol (męczennik, hrabia Flandrii)

## Wydarzenia w Polsce
- 1384 – Podczas zjazdu szlachty w Radomsku podjęto decyzję o powierzeniu tronu polskiego Jadwidze Andegaweńskiej.
- 1403 – Król Władysław II Jagiełło wydał zgodę na fundację klasztoru karmelitów w Pilźnie oraz przekazał parcelę pod jego budowę.
- 1443 – Wielki mistrz krzyżacki Konrad von Erlichshausen lokował osadę Neudorf (obecnie Orzysz).
- 1609 – II wojna polsko-szwedzka: kapitulacja Szwedów w oblężonej Parnawie.
- 1616 – Zwycięstwo wojsk polskich pod wodzą Samuela Koreckiego nad siłami mołdawskimi w III bitwie pod Chocimiem.
- 1799 – Otwarto Nową Synagogę w Lesznie.
- 1831 – Powstanie listopadowe: zwycięstwo powstańców w bitwie pod Puławami.
- 1858 – Komediopisarz Jan Aleksander Fredro ożenił się we Lwowie z Marią Mierówną.
- 1861 – Na Powązkach w Warszawie odbył się demonstracyjny pogrzeb pięciu zabitych przez wojsko carskie podczas demonstracji 27 lutego.
- 1864 – Cesarz Aleksander II Romanow wydał dekret o uwłaszczeniu chłopów w Królestwie Polskim.
- 1874 – Odbyło się ostatnie nabożeństwo w kościele w Trzęsaczu, który następnie został zniszczony w wyniku podmywania klifu przez Bałtyk.
- 1905 – Otwarto Dom Lekarski w Krakowie.
- 1933 – Rozpoczął się powszechny strajk włókniarzy Łodzi i okręgu łódzkiego.
- 1934 – Marian Zyndram-Kościałkowski został komisarycznym prezydentem Warszawy.
- 1940 – W Warszawie odbyło się zebranie tzw. Rady Obrony Generalnego Gubernatorstwa, które nadało bezpośredni impuls do przeprowadzenia Akcji AB.
- 1942 – Z Warszawy wywieziono na egzekucję grupę 100 polskich więźniów politycznych. Prawdopodobnie zostali oni tego samego dnia rozstrzelani przez Niemców na terenie obozu pracy Treblinka I.
- 1944 – Niemcy dokonali pacyfikacji wsi Palikije na Lubelszczyźnie, zabijając 7 mieszkańców i paląc 12 domów.
- 1950 – W Ministerstwie Bezpieczeństwa Publicznego utworzono Biuro Specjalne, którego zadaniem było śledzenie i prowadzenie dochodzeń w sprawie wysokich działaczy partyjnych i ich przyjaciół.
- 1953 – Założono klub sportowy Start Łódź.
- 1955 – PZPN został członkiem UEFA.
- 1956 – Lawina, która zeszła z Kondratowego Wierchu w Tatrach Zachodnich zniszczyła 2 schroniska, zabijając 5 osób.
- 1957 – Założono Polski Związek Podnoszenia Ciężarów.
- 1966 – Premiera komedii filmowej Zawsze w niedziele w reżyserii Ryszarda Bera.
- 1970 – Na antenie Telewizji Gdańsk ukazało się premierowe wydanie programu informacyjnego „Panorama”.
- 1989 – Rozpoczęła się druga tura rozmów w Magdalence.
- 1992 – Polska i Białoruś nawiązały stosunki dyplomatyczne.
- 1993 – Założono fundację Wielkiej Orkiestry Świątecznej Pomocy.
- 2001 – Premiera filmu Przedwiośnie w reżyserii Filipa Bajona
- 2006 – Ukazał się pierwszy numer polskiej edycji miesięcznika „Le Monde diplomatique”.
- 2021 – Uruchomiono polską wersję sklepu Amazon[3].

## Wydarzenia na świecie

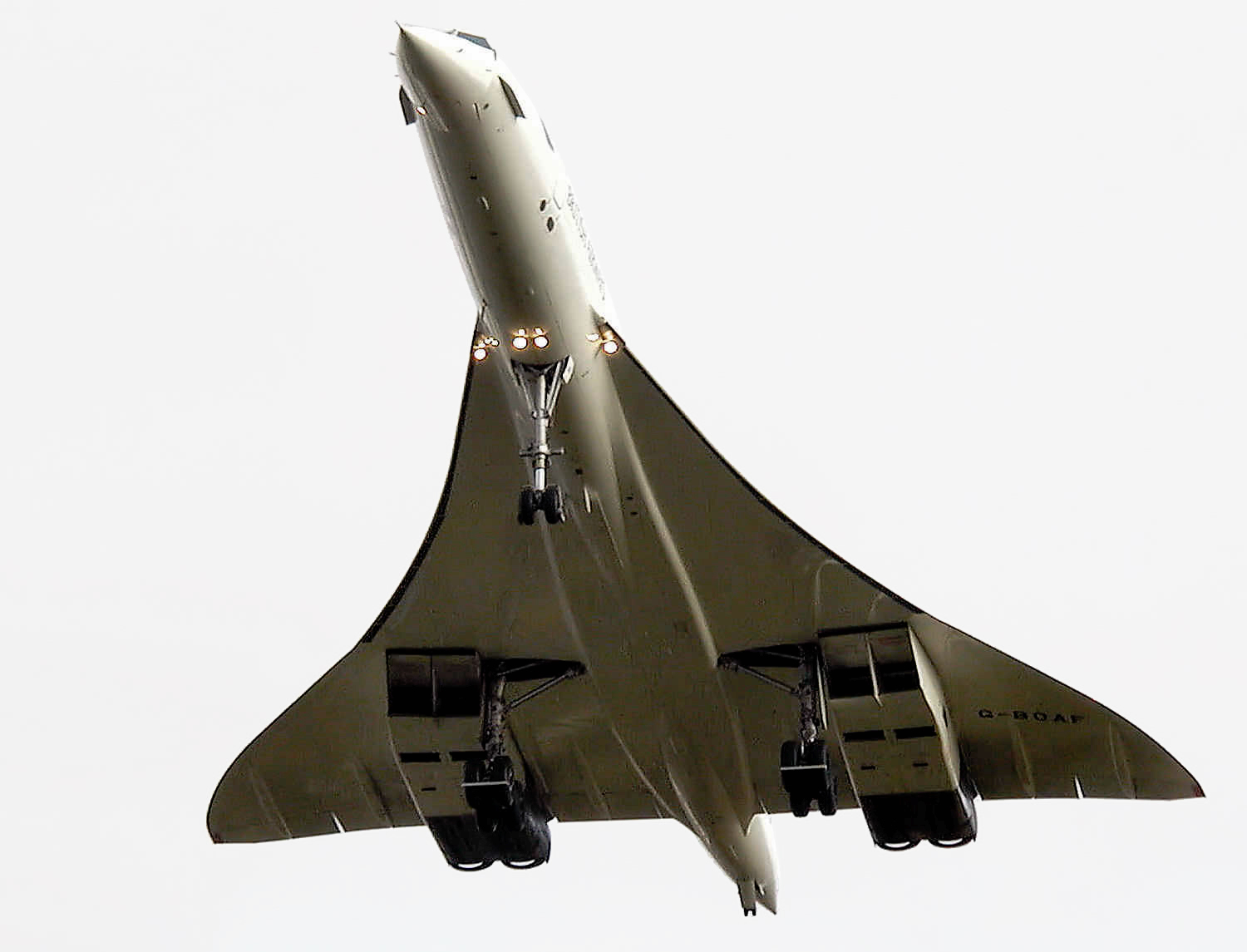
Concorde

- 986 – Ludwik V Gnuśny został królem Francji.
- 1415 – Wielka schizma zachodnia: w trakcie soboru w Konstancji antypapież obediencji pizańskiej Jan XXIII został nakłoniony do przeczytania na głos obietnicy dobrowolnej rezygnacji z tronu papieskiego oraz do powtórzenia tej obietnicy w bulli z 8 marca.
- 1431 – Rozpoczęło się pierwsze od zakończenia wielkiej schizmy zachodniej konklawe, podczas którego papieżem został wybrany Eugeniusz IV.
- 1444 – Została powołana Liga w Lezhy (zwana także Ligą Książąt Albańskich oraz Ligą z Alessio) – antyosmańskie porozumienie książąt albańskich, zawarte dzięki staraniom Skanderbega i jego przybocznego Lekë Dukagjiniego.
- 1458 – Jerzy z Podiebradów został koronowany na króla Czech.
- 1476 – Wojna szwajcarsko-burgundzka: zwycięstwo wojsk szwajcarskich w bitwie pod Grandson.
- 1631 – W Rzymie odbyła się premiera opery Święty Aleksy z muzyką Stefano Landiego i librettem Giulio Rospigliosiego.
- 1714 – III wojna północna: zwycięstwo wojsk rosyjskich nad szwedzkimi w bitwie pod Storkyro.
- 1791 – We Francji bracia Chappe rozpoczęli eksperymenty z przesyłaniem wiadomości przy użyciu semaforowego telegrafu optycznego.
- 1796 – Napoleon Bonaparte został dowódcą Armii Italii.
- 1799 – Wyprawa Napoleona do Egiptu: wojska francuskie zajęły Ramlę.
- 1811 – Zwycięstwo Hiszpanów nad argentyńskimi powstańcami w bitwie na rzece Parana pod San Nicolás.
- 1825 – 7 tys. osób zginęło w trzęsieniu ziemi w algierskim mieście Al-Bulajda.
- 1835 – Ferdynand I został cesarzem Austrii.
- 1836 – Republika Teksasu uzyskała niepodległość (od Meksyku).
- 1842 – W klasztorze Songgwang-sa w koreańskim mieście Suncheon wybuchł pożar, który w ciągu dwóch dni zniszczył wszystkie budynki i prawie wszystkie rzeźby, obrazy i inne religijne przedmioty.
- 1848 – Ibrahim Pasza został regentem Egiptu.
- 1855 – Aleksander II Romanow został cesarzem Rosji.
- 1861 – Utworzono Terytorium Dakoty i Terytorium Nevady.
- 1865 – Wojna secesyjna: zwycięstwo wojsk Unii w bitwie pod Waynesboro.
- 1875 – Béla Wenckheim został premierem Królestwa Węgier.
- 1877 – Specjalna komisja Kongresu USA, wobec braku jednoznacznego rozstrzygnięcia w wyborach prezydenckich, przyznała zwycięstwo Rutherfordowi Hayesowi.
- 1882 – Szkocki szaleniec Roderick McLean wystrzelił w kierunku powozu królowej brytyjskiej Wiktorii, chybiając celu.
- 1898 – Statek „Belgica” z członkami międzynarodowej wyprawy naukowo-badawczej na Antarktydę został na ponad rok unieruchomiony przez krę na Morzu Bellingshausena.
- 1899 – W stanie Waszyngton utworzono Park Narodowy Mount Rainier.
- 1900 – W stoczni w Kilonii zwodowano rosyjski krążownik pancernopokładowy „Askold”.
- 1901:
  - Kongres USA przyjął poprawkę zgłoszoną przez senatora Orville’a Hitchcoca Platta, w myśl której wojska amerykańskie mogłyby interweniować na Kubie w razie podjęcia przez rząd kubański kursu politycznego, który byłby niezgodny z interesem USA.
  - Powstała amerykańska korporacja U.S. Steel.
- 1907 – W Wiedniu odbyła się premiera operetki Czar walca Oscara Strausa.
- 1911 – Ernest Monis został premierem Francji.
- 1917 – Prezydent Woodrow Wilson podpisał ustawę nadającą obywatelstwo amerykańskie Portorykańczykom i tworzącą na Portoryko lokalną dwuizbową legislaturę.
- 1919 – Rozpoczął się kongres założycielski III Międzynarodówki (Kominternu).
- 1921:
  - Bernardino Machado został po raz drugi premierem Portugalii.
  - Josef Ospelt został pierwszym premierem Liechtensteinu.
- 1930 – André Tardieu został po raz drugi premierem Francji.
- 1933 – Premiera amerykańskiego przygodowego filmu grozy King Kong w reżyserii Meriana C. Coopera i Ernesta Schoedsacka.
- 1938 – W Moskwie rozpoczął się tzw. proces bloku prawicowo-trockistowskiego.
- 1939:
  - W Czechosłowacji utworzono obozy koncentracyjne Lety i Hodonín.
  - Włoski kardynał Eugenio Pacelli został wybrany na papieża i przyjął imię Pius XII.
- 1940 – Front zachodni:
  - Brytyjski statek pasażerski MV „Domala” został zbombardowany przez niemiecki samolot Heinkel He 111 u wybrzeży wyspy Wight, w wyniku czego zginęło 108 spośród 291 osób na pokładzie.
  - Uciekający znad Francji niemiecki samolot rozpoznawczy Dornier Do 17P, ścigany do granicy belgijskiej przez myśliwce francuskie, a następnie nieuzbrojone z powodu neutralności kraju trzy myśliwskie belgijskie, zestrzelił z broni pokładowej dwa z nich.
- 1943:
  - Premiera amerykańskiego filmu Komedia ludzka w reżyserii Clarence'a Browna.
  - W Koriukówce w północnej Ukrainie w dniach 1 i 2 marca oddziały SS dokonały masakry co najmniej 6700 osób.
  - Wojna na Pacyfiku: rozpoczęła się bitwa na Morzu Bismarcka.
  - Z okupowanej Holandii odszedł pierwszy transport Żydów do obozu zagłady w Sobiborze.
- 1944 – Odbyła się 16. ceremonia wręczenia Oscarów.
- 1945:
  - Front zachodni: wojska amerykańskie zajęły niemieckie miasta Neuss i Trewir.
  - Wojna na Bałtyku: niemiecki okręt podwodny U-3519 został zatopiony przez brytyjską minę morską na wysokości Rostocku. Zginęło 75 członków załogi, uratowano 3.
- 1946 – Wszedł do służby lotniskowiec USS „Kearsarge”.
- 1948 – Lecący z Brukseli Douglas DC-3 belgijskich linii Sabena rozbił się i zapalił podczas lądowania na londyńskim lotnisku Heathrow, w wyniku czego zginęło 20 spośród 22 osób na pokładzie.
- 1949 – Wyposażony w dodatkowy zbiornik paliwa i po drodze czterokrotnie tankowany w powietrzu Boeing B-50 Superfortress „Lucky Lady II” wylądował (po 94 godzinach i 1 minucie) w bazie koło Fort Worth w Teksasie, kończąc pierwszy w historii lot dookoła świata bez międzylądowania.
- 1950 – Odbył się ostatni kurs tramwaju w Czeskich Budziejowicach.
- 1951:
  - Sformowano Lankijskie Siły Powietrzne.
  - W Bostonie rozegrano po raz pierwszy Mecz Gwiazd NBA.
- 1955:
  - Dokonano oblotu francuskiego samolotu myśliwsko-bombowego Dassault Super Mystère.
  - Król Kambodży Norodom Sihanouk abdykował na rzecz swego ojca Norodoma Suramarita.
- 1956 – Maroko uzyskało niepodległość (od Francji).
- 1958 – Otwarto Port lotniczy Pekin.
- 1959 – Pierre Werner został premierem Luksemburga.
- 1960 – Do floty Lufthansy przyjęto pierwszy samolot odrzutowy (Boeing 707).
- 1961 – We francuskim Vallauris Pablo Picasso poślubił swoją drugą żonę Jacqueline Roque.
- 1962:
  - Gen. Ne Win dokonał zamachu stanu i przejął władzę w Birmie.
  - Koszykarz NBA Wilt Chamberlain ustanowił rekord ligi 100 punktów zdobytych w jednym meczu.
- 1965 – Wojna wietnamska: Amerykanie rozpoczęli kampanię powietrzną nad Wietnamem Północnym (operacja „Rolling Thunder”).
- 1968 – Wystrzelono radziecką próbną sondę księżycową Zond 4.
- 1969:
  - Dokonano oblotu brytyjsko-francuskiego pasażerskiego samolotu naddźwiękowego Concorde.
  - Wybuchł radziecko-chiński zbrojny konflikt graniczny nad rzeką Ussuri.
- 1970 – Weszła w życie nowa konstytucja Rodezji (obecnie Zimbabwe) wprowadzająca system republikański.
- 1971 – Założono irański klub piłkarski Fulad Ahwaz.
- 1972:
  - Michael Manley został premierem Jamajki.
  - Na Cyprze rozpoczął się kryzys kościelny wywołany konfliktem między zwierzchnikiem Cypryjskiego Kościoła Prawosławnego abp Makariosem III, a metropolitami Pafos, Kition i Kirenii, którzy wypowiedzieli mu posłuszeństwo, zarzucając bezprawne łączenie kościelnej godności z funkcją prezydenta Cypru.
- 1977 – Powstała Afrykańska Organizacja Własności Intelektualnej (OAPI) z siedzibą w Jaunde w Kamerunie
- 1978 – Został wystrzelony radziecki statek kosmiczny Sojuz 28 z pierwszym czechosłowackim i zarazem pierwszym spoza USA i ZSRR kosmonautą Vladimírem Remkiem na pokładzie.
- 1979 – Abd al-Ati al-Ubajdi został sekretarzem generalnym Powszechnego Kongresu Ludowego – prezydentem Libii.
- 1981:
  - Haruo Remeliik został pierwszym prezydentem Palau.
  - Terroryści z grupy Al-Zulfikar porwali pakistański samolot ze 148 osobami na pokładzie, zabijając jedną z nich. Samolot został skierowany do Kabulu, a następnie do Damaszku, gdzie 14 marca wypuszczono zakładników po spełnieniu żądania uwolnienia 54 więźniów przez pakistański rząd.
- 1987:
  - Chrysler kupił American Motors Corporation (AMC).
  - W Nowym Jorku zakończył się jeden z najważniejszych procesów sądowych (tzw. proces Pizza Connection), wymierzony w międzynarodowych handlarzy heroiną wywodzących się z mafii sycylijskiej i współpracujących z amerykańskim światem zorganizowanej przestępczości tzw. Narodowego Syndykatu, głównie z przedstawicielami Pięciu Rodzin.
- 1991 – I wojna w Zatoce Perskiej: zwycięstwo wojsk amerykańskich w ostatniej podczas konfliktu bitwie nad Haur al-Hammar.
- 1992 – Armenia, Azerbejdżan, Kazachstan, Kirgistan, Mołdawia, San Marino, Tadżykistan, Turkmenistan i Uzbekistan zostały członkami ONZ.
- 1993 – Michal Kováč został prezydentem Słowacji.
- 1994:
  - Jean Marie Leye Lenelgau został prezydentem Vanuatu.
  - Rada Najwyższa Republiki Białorusi zagłosowała za prezydencką formą rządu.
- 1995 – Zakończyła się operacja pokojowa ONZ UNOSOM II w Somalii.
- 1998 – W Wiedniu została porwana 10-letnia Natascha Kampusch.
- 2001:
  - Jean Marie Cheréstal został premierem Haiti.
  - Premiera filmu Mexican w reżyserii Gore’a Verbinskiego.
- 2002 – Intifada Al-Aksa: palestyński zamachowiec-samobójca wysadził się w Jerozolimie zabijając 10 osób i raniąc 50.
- 2004:
  - 170 osób zginęło, ponad 500 zostało rannych w serii samobójczych zamachów bombowych w Bagdadzie i Karbali.
  - Przyjęto w referendum nowy wzór flagi stanowej Georgii.
  - Została wystrzelona europejska sonda kosmiczna Rosetta, która w 2014 roku spotkała się z kometą 67P/Czuriumow-Gierasimienko i umieściła na niej lądownik Philae.
- 2008:
  - 42 osoby zginęły w samobójczym zamachu bombowym w mieście Darra Adam Khel w północno-zachodnim Pakistanie.
  - Dmitrij Miedwiediew wygrał w I turze wybory prezydenckie w Rosji.
  - W nocy z 2 na 3 marca dokonano ekshumacji zwłok ojca Pio.
- 2009 – Podczas zamachu stanu w Gwinei Bissau zginął prezydent João Bernardo Vieira.
- 2011 – Konflikt wewnętrzny w Sudanie Południowym: 30 osób zginęło, setki budynków zostało spalonych w wyniku ataku plemiennych milicji na miasto Abyei.
- 2014 – Odbyła się 86. ceremonia wręczenia Oscarów.
- 2017 – Bakri Hasan Salih został premierem Sudanu.
- 2018 – 26 osób zginęło a 4 zostały poparzone w wyniku pożaru drewnianego budynku centrum leczenia narkomanii w Baku. Ofiarami są głównie pacjenci, którzy byli przywiązani do łóżek.
- 2022 – Inwazja Rosji na Ukrainę: wojska rosyjskie zajęły Chersoń.

## Urodzili się
- 959 – En’yū, cesarz Japonii (zm. 991)
- 1316 – Robert II Stewart, król Szkocji (zm. 1390)
- 1409 – Jan II d’Alençon, francuski książę (zm. 1476)
- 1459 – Hadrian VI, papież (zm. 1523)
- 1481 – Franz von Sickingen, niemiecki arystokrata, działacz reformacji (zm. 1523)
- 1562 – Krzysztof Mikołaj Dorohostajski, marszałek wielki litewski, poeta, pisarz hippologiczny i ekonomiczny (zm. 1615)
- 1568 – Stefan Potocki, polski polityk, wojewoda bracławski (zm. 1631)
- 1578 – George Sandys, angielski polityk, podróżnik, poeta (zm. 1644)
- 1591 – Gérard Desargues, francuski matematyk, architekt (zm. 1661)
- 1598 – Anna Sydonia cieszyńska, księżniczka cieszyńska z dynastii Piastów (zm. 1619)
- 1603 – Pietro Novelli, włoski malarz, architekt (zm. 1647)
- 1619 – Marcantonio Giustinian, doża Wenecji (zm. 1688)
- 1651 – Carlo Gimach, maltański architekt, inżynier, poeta (zm. 1730)
- 1656 – Jan Frans van Douven, holenderski malarz (zm. 1727)
- 1707 – Louis-Michel van Loo, francuski malarz (zm. 1771)
- 1710 – Dionizy Stanetti, austriacki rzeźbiarz, architekt (zm. 1767)
- 1725 – Piotr Jan Garrigues, francuski duchowny katolicki, męczennik, błogosławiony (zm. 1792)
- 1733 – Stanisław Brzostowski, polski szlachcic, pułkownik, polityk (zm. 1769)
- 1738 – Józef Koblański, polski poeta, tłumacz, pedagog, działacz edukacyjny (zm. 1798)
- 1739 – Kazimierz Raczyński, polski generał, polityk (zm. 1824)
- 1749 – Mary Impey, brytyjska przyrodniczka, mecenas sztuki (zm. 1818)
- 1756 – Vincent-Marie Viénot de Vaublanc, francuski pisarz, polityk (zm. 1845)
- 1760 – Camille Desmoulins, francuski polityk, rewolucjonista, publicysta (zm. 1794)
- 1769:
  - DeWitt Clinton, amerykański polityk (zm. 1828)
  - Georg Gustav Fülleborn, niemiecki filozof, filolog, etnograf, publicysta, tłumacz literatury polskiej (zm. 1803)
- 1770 – Louis-Gabriel Suchet, francuski dowódca wojskowy, marszałek Francji (zm. 1826)
- 1793 – Sam Houston, amerykański polityk, prezydent Republiki Teksasu (zm. 1863)
- 1800 – Jewgienij Baratynski, rosyjski poeta (zm. 1844)
- 1801 – Alessandro Barnabò, włoski kardynał (zm. 1874)
- 1804 – Denis-Auguste-Marie Raffet, francuski malarz, grafik (zm. 1860)
- 1807 – Adrian Włodarski, polski duchowny katolicki, biskup pomocniczy wrocławski (zm. 1875)
- 1810 – Leon XIII, papież (zm. 1903)
- 1817 – János Arany, węgierski poeta (zm. 1882)
- 1818 – Józef Czechowicz, polski fotograf (zm. 1888)
- 1820:
  - Eduard Douwes Dekker, holenderski pisarz (zm. 1887)
  - Jonatan Warschauer, polski lekarz pochodzenia żydowskiego (zm. 1888)
- 1824 – Bedřich Smetana, czeski kompozytor (zm. 1884)
- 1829 – Carl Schurz, amerykański polityk, senator (zm. 1906)
- 1832 – Konstantin Vojnović, chorwacki prawnik, polityk pochodzenia serbskiego (zm. 1903)
- 1834:
  - Antonio María Cascajares y Azara, hiszpański duchowny katolicki, arcybiskup metropolita Valladolid i arcybiskup metropolita-elekt Saragossy, kardynał (zm. 1901)
  - Józef Choraszewski, polski duchowny katolicki (zm. 1899)
  - Charles Hepburn-Stuart-Forbes-Trefusis, brytyjski arystokrata, polityk (zm. 1904)
- 1836:
  - John W. Foster, amerykański polityk (zm. 1917)
  - Theodor Nöldeke, niemiecki orientalista (zm. 1930)
- 1837 – Maciej Jakubowski, polski pediatra (zm. 1915)
- 1838 – Giulio Boschi, włoski duchowny katolicki, arcybiskup Ferrary, kardynał (zm. 1920)
- 1839;
  - Léon Benett, francuski malarz, ilustrator (zm. 1916)
  - Francis Planté, francuski pianista (zm. 1934)
- 1842 – Adam Krawutzcky, niemiecki duchowny i teolog katolicki, wykładowca akademicki (zm. 1907)
- 1843 – Ksawery Wakulski, polski inżynier, wykładowca akademicki (zm. 1925)
- 1846 – Teresa Maria Manetti, włoska zakonnica, błogosławiona (zm. 1910)
- 1851:
  - Florian Grużewski, polski ziemianin, przedsiębiorca (zm. 1929)
  - Franz von Liszt, austriacki prawnik, wykładowca akademicki (zm. 1919)
- 1855 – Adolf Peretz, polski ekonomista, finansista, kupiec, publicysta pochodzenia żydowskiego (zm. 1933)
- 1856 – Louis Dartige du Fournet, francuski wiceadmirał (zm. 1940)
- 1859 – Szolem Alejchem, żydowski pisarz (zm. 1916)
- 1866 – Stanisław Witkowski, polski filolog klasyczny, papirolog, mediewista (zm. 1950)
- 1868 – Edmund Schulthess, szwajcarski polityk, prezydent Szwajcarii (zm. 1944)
- 1873 – Marija Jurić Zagorka, chorwacka pisarka, dziennikarka (zm. 1957)
- 1876 – Pius XII, papież (zm. 1958)
- 1880 – Alfred J. Lotka, amerykański matematyk, chemik, ekonomista, statystyk i demograf (zm. 1949)
- 1881 - Aline Réveillaud de Lens, francuska pisarka i malarka (zm. 1925)
- 1884:
  - Léon Jongen, belgijski kompozytor, pianista, pedagog (zm. 1969)
  - Kazimierz Ulatowski, polski architekt (zm. 1975)
- 1886 – Kazimierz Jan Piątek, polski kapitan, żołnierz Legionów Polskich (zm. 1915)
- 1891 – Józef Papeć, podpułkownik dyplomowany piechoty Wojska Polskiego, kawaler Orderu Virtuti Militari (zm. 1979)
- 1892 – Adam Tarnowski, polski dyplomata, polityk (zm. 1956)
- 1893 – Helena Makowska, polska aktorka, piosenkarka (zm. 1964)
- 1894 – Aleksandr Oparin, rosyjski biochemik, botanik (zm. 1980)
- 1896:
  - Kazimierz Kowalski, polski duchowny katolicki, biskup chełmiński (zm. 1972)
  - John Muldoon, amerykański rugbysta (zm. 1944)
- 1897 – Ignaz Maybaum, austriacki rabin, filozof pochodzenia żydowskiego (zm. 1976)
- 1899 – Helena Bukowska-Szlekys, polska artystka plastyczka, projektantka tkanin, pedagog (zm. 1954)
- 1900:
  - Józef Ulma, polski rolnik, Sługa Boży (zm. 1944)
  - Kurt Weill, niemiecki kompozytor (zm. 1950)
  - Arsienij Zwieriew, radziecki polityk (zm. 1969)
- 1901:
  - Grete Hermann, niemiecka matematyk, filozof (zm. 1984)
  - Rudolf Jeny, węgierski piłkarz, trener (zm. 1975)
  - Stefan Korboński, polski prawnik, publicysta, działacz ludowy, polityk, delegat Rządu na Kraj, poseł na Sejm Ustawodawczy (zm. 1989)
  - Sejfulla Malëshova, albański polityk, prozaik, poeta (zm. 1971)
- 1902:
  - Jerzy Jędrzejewicz, polski pisarz, tłumacz (zm. 1975)
  - Georg Johnsson, szwedzki kolarz szosowy (zm. 1960)
  - Otakar Německý, czechosłowacki biegacz narciarski, kombinator norweski (zm. 1967)
  - Josef Plojhar, czechosłowacki duchowny katolicki, polityk (zm. 1981)
  - Iwo Wesby, amerykański kompozytor, dyrygent pochodzenia polsko-żydowskiego (zm. 1961)
- 1903 – Ryszard Hermelin, polski architekt (zm. 1942)
- 1904:
  - Theodor Seuss Geisel, amerykański autor literatury dziecięcej pochodzenia niemieckiego (zm. 1991)
  - Torsten Lord, szwedzki żeglarz sportowy (zm. 1970)
- 1905:
  - Marc Blitzstein, amerykański kompozytor, dramaturg pochodzenia żydowskiego (zm. 1964)
  - Roberto Chiari, panamski przedsiębiorca, polityk, prezydent Panamy (zm. 1981)
  - Ni Wen-ya, tajwański polityk (zm. 2006)
  - Kamilla Wardzichowska, polska pianistka, pedagog (zm. 1966)
- 1906 – Lucjan Krawiec, polski historyk (zm. 1986)
- 1907:
  - Henryk Juan Requena, hiszpański duchowny katolicki, męczennik, błogosławiony (zm. 1936)
  - Dawid Roldán Lara, meksykański męczennik, święty (zm. 1926)
- 1908 – Ștefan Barbu, rumuński piłkarz (zm. 1970)
- 1909:
  - John Andersson, szwedzki bokser (zm. 1979)
  - Mel Ott, amerykański baseballista (zm. 1958)
- 1910:
  - George Kojac, amerykański pływak (zm. 1996)
  - Onni Rajasaari, fiński lekkoatleta, trójskoczek (zm. 1994)
- 1911:
  - Maria Dobrowolska, polska archiwistka, uczestniczka konspiracji antyhitlerowskiej (zm. 1942)
  - Engelbert Endrass, niemiecki oficer, dowódca okrętów podwodnych (zm. 1941)
  - József Háda, węgierski piłkarz, bramkarz (zm. 1994)
  - Martim Mércio da Silveira, brazylijski piłkarz (zm. 1972)
- 1912:
  - Tadeusz Fangrat, polski poeta, satyryk, tłumacz (zm. 1993)
  - Zofia Leśniowska, polska porucznik (zm. 1943)
  - Wacław Zembrzuski, polski filozof, pedagog (zm. 1976)
- 1913:
  - Mort Cooper, amerykański baseballista (zm. 1958)
  - Gieorgij Florow, rosyjski fizyk (zm. 1990)
  - Regina Gerlecka, polska szachistka (zm. 1983)
  - Duke Nalon, amerykański kierowca wyścigowy (zm. 2001)
  - Celedonio Romero, hiszpański gitarzysta, kompozytor (zm. 1996)
- 1914:
  - Louis Chaillot, francuski kolarz torowy (zm. 1998)
  - Hansi Knoteck, austriacka aktorka (zm. 2014)
  - James Knox, australijski duchowny katolicki, arcybiskup Melbourne, kardynał (zm. 1983)
  - Martin Ritt, amerykański reżyser filmowy (zm. 1990)
- 1915 – Helena Wolf, polska lekarka, porucznik (zm. 1944)
- 1916 – Anne Vondeling, holenderski polityk, eurodeputowany (zm. 1979)
- 1917:
  - Desi Arnaz, kubański piosenkarz, aktor, producent filmowy (zm. 1986)
  - Babiker Awadalla, sudański polityk, premier Sudanu (zm. 2019)
  - Jim Konstanty, amerykański baseballista pochodzenia polskiego (zm. 1976)
  - Haakon Tranberg, norweski lekkoatleta, sprinter (zm. 1991)
- 1918 – Stefan Antosiewicz, polski działacz komunistyczny (zm. 1998)
- 1919:
  - Albert Brnčal, słowacki taternik, nauczyciel (zm. 1950)
  - Kazimierz Dębnicki, polski pisarz (zm. 1986)
  - Jennifer Jones, amerykańska aktorka (zm. 2009)
  - Tamara Toumanova, gruzińsko-amerykańska balerina i aktorka (zm. 1996)
- 1920 – Chusien Andruchajew, radziecki oficer polityczny, dziennikarz, poeta (zm. 1941)
- 1921:
  - Wilhelm Büsing, niemiecki jeździec sportowy (zm. 2023)
  - Kazimierz Górski, polski piłkarz, trener i działacz piłkarski, prezes PZPN (zm. 2006)
- 1922:
  - Eddie Lockjaw Davis, amerykański saksofonista jazzowy (zm. 1986)
  - Piercz Sarkisian, radziecki reżyser filmów animowanych, dyrektor artystyczny, ilustrator (zm. 1970)
  - Frances Spence, amerykańska matematyk, programistka komputerowa (zm. 2012)
- 1923:
  - Soli Adashev, radziecki starszy sierżant (zm. 1984)
  - Hito Çako, albański generał, polityk (zm. 1975)
  - Marian Gawłowski, polski polityk, poseł na Sejm PRL (zm. 2011)
  - Basil Hume, brytyjski duchowny katolicki, arcybiskup Westminsteru, prymas Anglii i Walii, kardynał (zm. 1999)
  - Józef Kwiatkowski, polski inżynier, wykładowca akademicki (zm. 1994)
  - Aleksander Legatowicz, polski elektronik, cybernetyk, ekonomista, polityk, poseł na Sejm PRL, członek Rady Państwa (zm. 2009)
  - Robert Henry Michel, amerykański polityk (zm. 2017)
  - Masao Ōno, japoński piłkarz (zm. 2001)
  - Józef Puta, polski działacz partyjny, dyplomata (zm. 2012)
- 1924:
  - Laurie Hughes, angielski piłkarz (zm. 2011)
  - Michael Sela, izraelski chemik, biochemik, immunolog (zm. 2022)
- 1925 – Wiesław Mincer, polski historyk filozofii, bibliotekoznawca, żołnierz AK, działacz ewangelicko-reformowany (zm. 2019)
- 1926:
  - Bernard Agré, iworyjski duchowny katolicki, arcybiskup Abidżanu, kardynał (zm. 2014)
  - Murray Rothbard, amerykański ekonomista pochodzenia żydowskiego (zm. 1995)
- 1927:
  - Athanase Bala, kameruński duchowny katolicki, biskup Bafii (zm. 2019)
  - Erol Keskin, turecki piłkarz (zm. 2016)
  - Halina Kowalewska-Mikosa, polska piosenkarka (zm. 2019)
  - Piotr Kowalski, polski rzeźbiarz, matematyk, architekt (zm. 2004)
  - Alojza Kozłowska, polska polityk, poseł na Sejm PRL (zm. 2018)
  - Tihomir Ognjanov, jugosłowiański piłkarz (zm. 2006)
  - Witold Szalonek, polski kompozytor (zm. 2001)
  - Roger Walkowiak, francuski kolarz szosowy pochodzenia polskiego (zm. 2017)
- 1928:
  - Kazimierz Bogdanowicz, polski generał brygady (zm. 2009)
  - Jan Jaworowski, polsko-amerykański matematyk (zm. 2010)
  - Guido Monzino, włoski podróżnik, wspinacz (zm. 1988)
  - Bogusław Nizieński, polski prawnik, sędzia (zm. 2025)
  - Domingos Gabriel Wisniewski, brazylijski duchowny katolicki, biskup, misjonarz pochodzenia polskiego (zm. 2010)
  - Kazimierz Piotr Zaleski, polski fizyk jądrowy
- 1929:
  - Luigi Conti, włoski duchowny katolicki, arcybiskup, nuncjusz apostolski (zm. 2015)
  - Halina Machulska, polska aktorka, reżyserka teatralna
  - Maciej Wirowski, polski chemik, polityk, dyplomata (zm. 1999)
- 1930:
  - John Cullum, amerykański aktor
  - Rodney Elton, brytyjski arystokrata, polityk (zm. 2023)
  - Siergiej Kowalow, rosyjski działacz społeczny, dysydent, polityk (zm. 2021)
  - Tom Wolfe, amerykański pisarz, dziennikarz (zm. 2018)
- 1931:
  - Patrick Cooney, irlandzki prawnik, polityk
  - Michaił Gorbaczow, rosyjski polityk, sekretarz generalny KC KPZR, prezydent ZSRR, laureat Pokojowej Nagrody Nobla (zm. 2022)
  - Duane Graveline, amerykański lekarz, astronauta (zm. 2016)
- 1932:
  - Jan Berner, polski chirurg, samorządowiec, prezydent Pabianic (zm. 2020)
  - Aldona Gustas, niemiecka pisarka, poetka, malarka (zm. 2022)
  - Frank E. Petersen, amerykański generał (zm. 2015)
  - Edward Polański, polski językoznawca, polonista, slawista, leksykograf (zm. 2024)
- 1933:
  - Robert Abbott, amerykański programista (zm. 2018)
  - Ryszard Morawski, polski malarz batalistyczny, rysownik, projektant zabawek (zm. 2023)
  - Gale Schisler, amerykański polityk (zm. 2020)
  - Arthur Tafoya, amerykański duchowny katolicki, biskup Pueblo (zm. 2018)
- 1934:
  - Robert Batailly, francuski polityk, eurodeputowany (zm. 2017)
  - Włodzimierz Kłopocki, polski aktor (zm. 2011)
  - Joyce Rambo, amerykańska wokalistka, autorka tekstów piosenek (zm. 2008)
  - Alojz Tkáč, słowacki duchowny katolicki, arcybiskup Koszyc (zm. 2023)
- 1935:
  - Marek Nowakowski, polski pisarz, publicysta, scenarzysta, aktor (zm. 2014)
  - Andrzej Woszczyk, polski astronom (zm. 2011)
  - Żelu Żelew, bułgarski polityk, prezydent Bułgarii (zm. 2015)
- 1936:
  - Clifton Bertrand, trynidadzko-tobagijski lekkoatleta, sprinter (zm. 2020)
  - Félix Lázaro Martinez, hiszpański duchowny katolicki, biskup Ponce
  - Ija Sawwina, rosyjska aktorka (zm. 2011)
  - Sławomir Stawowski, polski malarz, architekt, nauczyciel akademicki (zm. 2000)
  - Abdul Mannan Talukder, banglijski polityk (zm. 2025)
  - Marian Woźniak, polski polityk, poseł na Sejm PRL (zm. 1996)
- 1937:
  - Abd al-Aziz Buteflika, algierski polityk, minister spraw zagranicznych, prezydent Algierii (zm. 2021)
  - Zdzisław Kłeczek, polski inżynier górnik, profesor nauk technicznych (zm. 2025)
  - Katarzyna Piskorska, polska rzeźbiarka, medalierka (zm. 2010)
  - Jan Schmidt, polski piłkarz (zm. 2023)
- 1938:
  - Jerzy Kumaniecki, polski historyk (zm. 1991)
  - Ricardo Lagos, chilijski ekonomista, prawnik, polityk, prezydent Chile
  - Józef Nizioł, polski matematyk (zm. 2021)
  - Lubert Stryer, amerykański biochemik, biolog molekularny, neurobiolog (zm. 2024)
- 1939:
  - Janina Katz, polska pisarka (zm. 2013)
  - Joannicjusz (Nedełczew), bułgarski biskup prawosławny
- 1940:
  - Juraj Beneš, słowacki kompozytor, pianista (zm. 2004)
  - Juan Luis Galiardo, hiszpański aktor, producent filmowy (zm. 2012)
  - Andrzej Korzyński, polski kompozytor, aranżer, organista, pianista (zm. 2022)
  - Billy McNeill, szkocki piłkarz, trener (zm. 2019)
  - Lothar de Maizière, niemiecki polityk, ostatni premier NRD
  - Klaus Rost, niemiecki zapaśnik (zm. 2023)
- 1941:
  - Jon Finch, brytyjski aktor (zm. 2012)
  - Jacek Fuksiewicz, polski krytyk i scenarzysta filmowy, dziennikarz
  - Ēvalds Grabovskis, łotewski hokeista, trener i działacz hokejowy
- 1942:
  - Enoch Adeboye, nigeryjski filozof, kaznodzieja zielonoświątkowy, pastor i przewodniczący zgromadzenia Odkupionego Chrześcijańskiego Kościoła Bożego
  - Ryszard Boguwolski, polski archeolog, muzealnik (zm. 2015)
  - John Irving, amerykański pisarz, scenarzysta filmowy
  - Maria Józefacka, polska pisarka, poetka
  - Tomasz Machciński, polski fotografik, performer, aktor (zm. 2022)
  - Adrian Metcalfe, brytyjski lekkoatleta, sprinter (zm. 2021)
  - Lou Reed, amerykański gitarzysta, wokalista, autor tekstów, kompozytor, lider zespołu The Velvet Underground (zm. 2013)
  - Toru Tezuka, japoński karateka, inżynier, przemysłowiec (zm. 2017)
  - Janusz Zbierajewski, polski żeglarz, kapitan jachtowy (zm. 2022)
- 1943:
  - Zygfryd Blaut, polski piłkarz (zm. 2005)
  - Juan Carlos Masnik, urugwajski piłkarz (zm. 2021)
  - Ireneusz Choroszucha, polski dziennikarz, polityk, senator RP
  - Tony Meehan, brytyjski perkusista, członek zespołu The Shadows (zm. 2005)
  - Peter Straub, amerykański pisarz (zm. 2022)
- 1944:
  - Ali Bennaceur, tunezyjski sędzia piłkarski
  - Józef Kubica, polski polityk, poseł na Sejm RP, eurodeputowany
  - Stuart McGugan, szkocki aktor
  - Leif Segerstam, fiński dyrygent, kompozytor (zm. 2024)
- 1945:
  - Joseph Đinh Đức Đạo, wietnamski duchowny katolicki, biskup Xuân Lộc
  - Jaime Fuentes, urugwajski duchowny katolicki, biskup Minas
  - Alain Lebeaupin, francuski duchowny katolicki, arcybiskup, nuncjusz apostolski (zm. 2021)
- 1946:
  - Tadeusz Gadzina, polski skrzypek kameralista, pedagog
  - Raymundo Sabio, filipiński duchowny katolicki, prefekt apostolski Wysp Marshalla
  - Bo Wirebrand, szwedzki żużlowiec
- 1947:
  - Søren Kragh-Jacobsen, duński reżyser i scenarzysta filmowy, muzyk
  - Harry Redknapp, angielski piłkarz, trener
  - Andrzej Toczewski, polski historyk wojskowości, muzealnik, regionalista (zm. 2020)
  - Jerzy Zając, polski inżynier, polityk, poseł na Sejm RP
- 1948:
  - Larry Carlton, amerykański gitarzysta
  - Rory Gallagher, irlandzki gitarzysta, autor tekstów (zm. 1995)
  - Andrei Linde, rosyjsko-amerykański fizyk teoretyczny
  - Krzysztof Majchrzak, polski aktor
- 1949:
  - Naomi James, nowozelandzka żeglarka
  - Gates McFadden, amerykańska aktorka
  - Isabelle Mir, francuska narciarka alpejska
  - Francisco Robles Ortega, meksykański duchowny katolicki, arcybiskup Monterrey i Guadalajary, kardynał
  - Bandar ibn Sultan, saudyjski książę, polityk, dyplomata
  - Dinesh Gunawardena, lankijski polityk
- 1950:
  - Karen Carpenter, amerykańska wokalistka, perkusistka, członkini duetu The Carpenters (zm. 1983)
  - Molly Cheek, amerykańska aktorka
- 1951:
  - Dean Barrow, belizński polityk, premier Belize
  - Magdalena Biedrzycka, polska plastyczka, kostiumograf
  - Ryszard Bogusz, polski duchowny ewangelicki, biskup wrocławski
  - Jan Gmyrek, polski piłkarz ręczny, trener
- 1952:
  - John Altman, brytyjski aktor
  - Laraine Newman, amerykańska aktorka
  - Siergiej Stiepaszyn, rosyjski polityk, premier Rosji
- 1953:
  - Jeorjos Epitidios, grecki generał, polityk, eurodeputowany
  - Russ Feingold, amerykański polityk, senator pochodzenia żydowskiego
  - Urban Hettich, niemiecki kombinator norweski
- 1954:
  - Jan Henningsen, duński żużlowiec
  - Margarida Marques, portugalska polityk, urzędniczka państwowa i europejska
  - Guido Milana, włoski samorządowiec, polityk, eurodeputowany
  - Marian Starownik, polski samorządowiec, polityk, poseł na Sejm RP
  - Wiesław Szweda, polski ekonomista, polityk, poseł na Sejm RP
  - Ryszard Wolbach, polski wokalista, gitarzysta, kompozytor, autor tekstów, członek zespołów Harlem i Babsztyl
  - Kazimierz Wysota, polski aktor
- 1955:
  - Shōkō Asahara, japoński guru sekty, terrorysta, masowy morderca (zm. 2018)
  - Jay Osmond, amerykański muzyk, członek zespołu The Osmonds
  - Ken Salazar, amerykański ekolog, polityk, senator
- 1956:
  - Mark Evans, australijski basista, członek zespołu AC/DC
  - Eduardo Rodríguez Veltzé, boliwijski prawnik, polityk, prezydent Boliwii
- 1957:
  - Daniel Jodoin, kanadyjski duchowny katolicki, biskup Bathurst
  - Dariusz Juzyszyn, polski lekkoatleta, dyskobol, aktor
  - Grzegorz Kosma, polski piłkarz ręczny (zm. 2017)
  - Luigi Vari, włoski duchowny katolicki, arcybiskup Gaety
- 1958:
  - Jens Arentzen, duński aktor, reżyser filmowy (zm. 2022)
  - Kevin Curren, amerykański tenisista
  - Małgorzata Goździewicz, polska malarka, graficzka, ilustratorka
  - Kim Jong-gyu, południowokoreański zapaśnik
  - Janusz Niekrasz, polski basista, członek zespołu TSA
  - Karol Radziwonowicz, polski pianista
- 1959:
  - Katharina Bullin, niemiecka siatkarka
  - Chris Carney, amerykański polityk
  - Alexander Rahr, niemiecki historyk
  - Wiesława Sós, polska piosenkarka
  - Krzysztof Stelmaszyk, polski aktor
- 1960:
  - Faouzi Lahbi, marokański lekkoatleta, średniodystansowiec
  - Janusz Mączka, polski duchowny katolicki, salezjanin, filozof przyrody (zm. 2024)
  - Frank Rohde, niemiecki piłkarz
  - Juan Simón, argentyński piłkarz
  - Michaił Tiurin, rosyjski inżynier, kosmonauta
- 1961:
  - Kęstutis Bartkevičius, litewski ekonomista, polityk
  - Piotr Gabryel, polski dziennikarz, publicysta
  - Ingeborg Gräßle, niemiecka filolog, polityk, eurodeputowana
  - Théo Malget, luksemburski piłkarz
  - Sara Mingardo, włoska śpiewaczka operowa (kontralt)
  - Dorota Ryl, polska działaczka samorządowa, wicemarszałek województwa łódzkiego
  - Tomasz Tomczykiewicz, polski polityk, wiceminister gospodarki, poseł na Sejm RP (zm. 2015)
  - Dorota Wellman, polska dziennikarka i prezenterka telewizyjna
- 1962:
  - Jon Bon Jovi, amerykański muzyk, autor tekstów, aktor, producent, założyciel i wokalista zespołu Bon Jovi
  - Enrico Faccini, włoski scenarzysta i rysownik komiksowy
  - Ulf Findeisen, niemiecki skoczek narciarski
  - Paweł Olszewski, polski pięcioboista nowoczesny
  - Raimo Summanen, fiński hokeista, trener i działacz hokejowy
  - Gabriele Tarquini, włoski kierowca wyścigowy
- 1963:
  - Anthony Albanese, australijski polityk
  - Bogdan Bakuła, polski sztangista
  - Taniu Kiriakow, bułgarski strzelec sportowy
  - Askari Mohammadijan, irański zapaśnik
  - Tichon (Stiepanow), rosyjski biskup prawosławny (zm. 2010)
  - Monica Theodorescu, niemiecka jeźdźczyni sportowa pochodzenia rumuńskiego
- 1964:
  - Peter Cargill, jamajski piłkarz (zm. 2005)
  - Tomasz Hryniewiecki, polski kardiolog
  - Kazimierz Jurek, polski hokeista
  - Konrad Kwiecień, polski łucznik
  - Jaime Pizarro, chilijski piłkarz
  - Mirosław Skonieczny, polski polityk, samorządowiec, burmistrz Piotrkowa Kujawskiego
  - Yoo Byung-ok, południowokoreański piłkarz
- 1965:
  - Ami Bera, amerykański polityk, kongresman pochodzenia indyjskiego
  - Milan Ekert, czeski polityk, eurodeputowany, dyplomata
  - Krzysztof Jabłoński, polski pianista, pedagog
  - Lars Christian Lilleholt, duński dziennikarz, polityk
  - Bjørt Samuelsen, farerska dziennikarka, naukowiec, polityk
  - Joanna Stasiak, polska malarka, pedagog
- 1966:
  - Ann Leckie, amerykańska pisarka science fiction i fantasy
  - Alvaro Načinović, chorwacki piłkarz ręczny
  - Judith Wiesner, austriacka tenisistka
- 1967:
  - Jacek Filipiak, polski reżyser filmowy
  - Riccardo Luca Guariglia, włoski duchowny katolicki, opat terytorialny Montevergine
  - Sean Olsson, brytyjski bobsleista
  - Mohamed Siluvangi, francuski bokser pochodzenia kongijskiego
  - Marek Świerczewski, polski piłkarz
  - Alexander Vencel, słowacki piłkarz, bramkarz
- 1968:
  - Daniel Craig, brytyjski aktor
  - Chris Hülsbeck, niemiecki kompozytor
- 1969:
  - Monica Dolan, brytyjska aktorka
  - Damir Maretić, chorwacki piłkarz, trener
  - Oleg Maskajew, rosyjski bokser
  - Michaił Porieczenkow, rosyjski aktor, prezenter telewizyjny
  - Agnieszka Traczewska, polska producentka filmowa, fotograf
- 1970:
  - Alexander Armstrong, brytyjski aktor, prezenter telewizyjny
  - Marcella Boerma, holenderska snowboardzistka
  - Agnieszka Glapiak, polska dziennikarka i urzędniczka państwowa
  - Agnieszka Graff, polska pisarka, publicystka
  - James Purnell, brytyjski polityk
  - Ciriaco Sforza, szwajcarski piłkarz, trener
- 1971:
  - Stefano Accorsi, włoski aktor
  - Roman Čechmánek, czeski hokeista (zm. 2023)
  - Antonio D’Angelo, włoski duchowny katolicki, arcybiskup L’Aquili
  - Norbert Hofer, austriacki samorządowiec, polityk
  - Method Man, amerykański raper, aktor
  - Vincenzo Modica, włoski lekkoatleta, długodystansowiec
  - Karel Rada, czeski piłkarz
  - Ned Raggett, amerykański dziennikarz muzyczny
- 1972:
  - Tim Bergmann, niemiecki aktor
  - Natalija Jakuszenko, ukraińska saneczkarka
  - Kim Do-keun, południowokoreański piłkarz, trener
  - Dariusz Kłoda, polski piłkarz, bramkarz
  - Madeleine Lindberg, szwedzka kolarka szosowa
  - Daniel (Nikołow), bułgarski biskup prawosławny
  - Oh Kyo-moon, południowokoreański łucznik
  - Mauricio Pochettino, argentyński piłkarz, trener
- 1973:
  - Dejan Bodiroga, serbski koszykarz
  - Arnošt Drcmánek, czeski kolarz torowy
  - Marios Giurdas, grecki siatkarz
  - David Jiroutek, czeski skoczek narciarski, trener
  - Kim In-seop, południowokoreański zapaśnik
  - Sérgio Manoel, brazylijski piłkarz
  - Trevor Sinclair, angielski piłkarz
- 1974:
  - Damir Glavan, chorwacki piłkarz wodny
  - Gabriel Lama, chilijski judoka
  - Wille Mäkelä, fiński curler
  - Jasmin Mujdža, bośniacki piłkarz
  - Ante Razov, amerykański piłkarz pochodzenia chorwackiego
  - Federica Ridolfi, włoska tancerka
  - Marcos José dos Santos, brazylijski duchowny katolicki, biskup Cornélio Procópio
  - Hayley Taylor, australijska pływaczka
  - Marta Temido, portugalska menedżer służby zdrowia, wykładowczyni akademicka, polityk
- 1975:
  - Noriyuki Haga, japoński motocyklista wyścigowy
  - Aleksandr Kowalow, rosyjski kajakarz, kanadyjkarz
  - Lee Sun-kyun, południowokoreański aktor (zm. 2023)
  - Juan Antonio Marín, kostarykański tenisista
  - Radu Niculescu, rumuński piłkarz
- 1976:
  - Paweł Drumlak, polski piłkarz
  - Emmanuel Esparza, hiszpański aktor
  - França, brazylijski piłkarz
  - Wojciech Gierlach, polski śpiewak operowy (bas)
  - Piotr Nowak, polski aktor, reżyser teatralny
  - Łukasz Palkowski, polski reżyser i scenarzysta filmowy
  - Daniił Strachow, rosyjski aktor
- 1977:
  - Dominique Canty, amerykańska koszykarka
  - Chris Martin, brytyjski muzyk, kompozytor, wokalista, członek zespołu Coldplay
  - Stephen Parry, brytyjski pływak
  - Rastislav Pavlikovský, słowacki hokeista
  - Ǵoko Taneski, północnomacedoński piosenkarz
  - Carlos Zegarra, peruwiański piłkarz
- 1978:
  - Dennis Grabosch, niemiecki aktor
  - Maciej Grabowski, polski żeglarz sportowy
  - Heath Herring, amerykański zawodnik MMA, aktor
  - Sebastian Janikowski, polski futbolista
  - Tomáš Kaberle, czeski hokeista
  - Dzianis Korszuk, białoruski koszykarz
  - Tomasz Momot, polski muzyk jazzowy, pianista, kompozytor, aranżer, dyrygent, producent muzyczny
  - Katarzyna Piguła, polska szablistka
  - Sebastian Riedel, polski muzyk, członek zespołu Cree
  - Sylwester Szmyd, polski kolarz szosowy
- 1979:
  - Sonya Ahmed, egipska lekkoatletka, tyczkarka
  - Damien Duff, irlandzki piłkarz
  - Linda Méziani, algierska lekkoatletka, tyczkarka
  - Nicky Weaver, angielski piłkarz, bramkarz
  - Pamela Weisshaupt, szwajcarska wioślarka
- 1980:
  - Juma Al-Wahaibi, omański piłkarz
  - Ingrid Bolsø Berdal, norweska aktorka, piosenkarka country
  - Robert Cheeke, amerykański kulturysta
  - Zuhal Demir, belgijska i flamandzka prawnik, działaczka samorządowa, polityk pochodzenia kurdyjskiego
  - Édson Nobre, angolski piłkarz
  - Márton Vas, węgierski hokeista
  - Rebel Wilson, australijska aktorka, scenarzystka i producentka filmowa
- 1981:
  - Erica Barbieri, włoska judoczka
  - Lubow Charłamowa, rosyjska lekkoatletka, biegaczka długodystansowa
  - Bryce Dallas Howard, amerykańska aktorka
  - Marco Jiménez, meksykański piłkarz
  - Solenne Mary, francuska szablistka
  - Marta Ojrzyńska, polska aktorka
  - Romain Sato, środkowoafrykański koszykarz
- 1982:
  - Pilou Asbæk, duński aktor
  - Jillian Camarena-Williams, amerykańska lekkoatleta, kulomiotka
  - Kevin Kurányi, niemiecki piłkarz
  - Henrik Lundqvist, szwedzki hokeista, bramkarz
  - Kathy Radzuweit, niemiecka siatkarka
  - Andrés Rouga, wenezuelski piłkarz
  - Anna Witczak, polska siatkarka
  - Władisław Żłoba, rosyjski siatkarz
- 1983:
  - Lisandro López, argentyński piłkarz
  - Glen Perkins, amerykański baseballista
  - Clara Woltering, niemiecka piłkarka ręczna, bramkarka
- 1984:
  - Chris Algieri, amerykański bokser
  - Matylda Baczyńska, polska aktorka
  - Adam Cieśla, polski szachista
  - Jonathan Ericsson, szwedzki hokeista
  - Trent Garrett, amerykański aktor, model
  - Lauren Gibbs, amerykańska bobsleistka
  - Robert Godlewski, polski tenisista
  - Loredana Iordachioiu, rumuńska szpadzistka
  - Jong Tae-se, północnokoreański piłkarz
  - Jun Tae-soo, południowokoreański aktor (zm. 2018)
  - Danaił Miłuszew, bułgarski siatkarz
  - Hiroto Mogi, japoński piłkarz
  - Regina Naunheim, szwajcarska wioślarka
  - Michał Pasternak, polski zawodnik MMA
  - Laura Valaas, amerykańska biegaczka narciarska
- 1985:
  - Zaurbek Bajsangurow, rosyjski bokser pochodzenia czeczeńskiego
  - Andrew Hogg, maltański piłkarz, bramkarz
  - Robert Iler, amerykański aktor
  - Tony Jeffries, brytyjski bokser
  - Patrick Makau Musyoki, kenijski lekkoatleta, długodystansowiec
  - Luke Pritchard, brytyjski muzyk, wokalista, członek zespołu The Kooks
- 1986:
  - Rusłan Fomin, ukraiński piłkarz
  - Petr Jiráček, czeski piłkarz
  - Grzegorz Kosok, polski siatkarz
  - Jason Smith, amerykański koszykarz
- 1987:
  - Jonas Jerebko, szwedzki koszykarz pochodzenia rosyjsko-ormiańskiego
  - Sebastian Małkowski, polski piłkarz, bramkarz
  - Solomon Okoronkwo, nigeryjski piłkarz
  - Nukri Rewiszwili, gruziński piłkarz, bramkarz
  - Pau Ribas, hiszpański koszykarz
  - Yan Ni, chińska siatkarka
  - Ksienija Zadorina, rosyjska lekkoatletka, sprinterka
- 1988:
  - James Arthur, brytyjski piosenkarz
  - Piotr Grzelczak, polski piłkarz
  - Justine Landi, amerykańska siatkarka
  - Matthew Mitcham, australijski skoczek do wody
  - Dexter Pittman, amerykański koszykarz
  - Władimir Siedow, kazachski sztangista (zm. 2023)
- 1989:
  - Toby Alderweireld, belgijski piłkarz
  - Meaghan Benfeito, kanadyjska skoczkini do wody
  - Jean-Frédéric Chapuis, francuski narciarz dowolny
  - Marcel Hirscher, austriacki narciarz alpejski
  - Aleksandra Panowa, rosyjska tenisistka
  - Jan Szymański, polski łyżwiarz szybki
- 1990:
  - Luis Advíncula, peruwiański piłkarz
  - Soufian Benyamina, niemiecki piłkarz pochodzenia algierskiego
  - Adolfo Enríquez, hiszpański piłkarz
  - Adderly Fong, hongkońsko-chiński kierowca wyścigowy
  - Mot, rosyjski raper, piosenkarz
  - Amanda Pilke, fińska aktorka
- 1991:
  - Taylor Doherty, kanadyjski hokeista
  - Tianna Hawkins, amerykańska koszykarka
  - Złatan Jordanow, bułgarski siatkarz
  - Jacob Josefson, szwedzki hokeista
  - Anżela Nediałkowa, bułgarska aktorka
  - Jamie Ness, szkocki piłkarz
  - Mathias Nielsen, duński piłkarz
  - Emanuel Piaskowy, polski kolarz szosowy
  - Jake Picking, amerykański aktor
- 1992:
  - Charlie Coyle, amerykański hokeista
  - Alina Gridniewa, rosyjska narciarka dowolna
  - Nguyễn Huy Hùng, tajwański lekkoatleta, oszczepnik
  - Lai Pin-yu, tajwańska polityk, działaczka społeczna
  - Nguyễn Huy Hùng, wietnamski piłkarz
  - Anongporn Promrat, tajska siatkarka
  - Maisie Richardson-Sellers, brytyjska aktorka
- 1993:
  - Nicolás Brussino, argentyński koszykarz
  - Pieter Bulling, nowozelandzki kolarz szosowy i torowy
  - Aleksandra Folta, polska siatkarka
  - Marija Jaremczuk, ukraińska piosenkarka
  - Piotr Lisiecki, polski piosenkarz
  - Bogdan Radivojević, serbski piłkarz ręczny
  - Pandelela Rinong, malezyjska skoczkini do wody
  - Miguel Tavares, portugalski siatkarz
- 1994:
  - Andrea Conti, włoski piłkarz
  - Uroš Đurđević, serbski piłkarz
  - Lazar Marković, serbski piłkarz
- 1995:
  - Ane Appelkvist Stenseth, norweska biegaczka narciarska
  - Mats Møller Dæhli, norweski piłkarz
  - Jenna Laukkanen, fińska pływaczka
  - Jonny O’Mara, brytyjski tenisistka
  - Mike Ott, filipiński piłkarz
  - Anna Pałys, polska lekkoatletka, sprinterka
- 1996:
  - Adrianna Laskowska, polska lekkoatletka, trójskoczkini
  - Hildeberto Pereira, kabowerdeński piłkarz
  - Amalia Rembiszewska, polska koszykarka
  - Lisa Zimmermann, niemiecka narciarka dowolna
- 1997:
  - Julien Falchero, francuski kierowca wyścigowy
  - Becky G, amerykańska piosenkarka, raperka, autorka tekstów, aktorka
  - Arike Ogunbowale, amerykańska koszykarka pochodzenia nigeryjskiego
- 1998:
  - Meta Hrovat, słoweńska narciarka alpejska
  - Alexander Nylander, szwedzki hokeista
- 1999:
  - Joanna Jakieła, polska biathlonistka
  - Júlia Kavalenka, portugalska siatkarka pochodzenia białoruskiego
  - Nikita Mazepin, rosyjski kierowca wyścigowy
  - Aljaž Osterc, słoweński skoczek narciarski
  - Iñaki Peña, hiszpański piłkarz, bramkarz
- 2000:
  - Illan Meslier, francuski piłkarz, bramkarz
  - Mateu Morey, hiszpański piłkarz
  - Aleksandra Zięmborska, polska koszykarka
- 2001:
  - Ayrton Cicilia, piłkarz z Bonaire
  - Harry Clarke, angielski piłkarz
  - Žak Mogel, słoweński skoczek narciarski
- 2002:
  - Justing Cano, nikaraguański piłkarz
  - Natalia Oleszkiewicz, polska piłkarka
- 2005:
  - Benjamin Cremaschi, amerykański piłkarz pochodzenia argentyńskiego
  - Klemens Joniak, polski skoczek narciarski
- 2006 – Rodrigo Villalba, paragwajski piłkarz
- 2016 – Oskar Bernadotte, książę Skanii

## Zmarli
- 672 – Chad, anglosaski duchowny, opat, biskup Nortumbrii i Mercji, święty (ur. ?)
- 968 – Wilhelm, arcybiskup Moguncji (ur. 929)
- 986 – Lotar, król zachodniofrankijski (ur. 941)
- 1121 – Floris II Gruby, hrabia Holandii (ur. 1085)
- 1127 – Karol I Dobry, hrabia Flandrii, błogosławiony (ur. ok. 1080–86)
- 1149 – Konrad, polski duchowny katolicki, biskup wrocławski (ur. ?)
- 1159 – Stefan, polski duchowny katolicki, biskup poznański (ur. ?)
- 1282 – (lub 6 marca) Agnieszka Przemyślidka, czeska królewna, klaryska, święta (ur. ?)
- 1333 – Władysław I Łokietek, król Polski (ur. 1260 lub 1261)
- 1491 – Marco Barbo, włoski kardynał (ur. 1420)
- 1528 – Antonio Alamanni, włoski poeta (ur. 1464)
- 1541 – François Guillaume de Clermont, francuski duchowny katolicki, arcybiskup Narbonne, kardynał (ur. 1480)
- 1563 – Ercole Gonzaga, włoski duchowny katolicki, biskup Mantui, kardynał (ur. 1505)
- 1572 – Mem de Sá, portugalski polityk kolonialny (ur. ok. 1500)
- 1576 – Georg Kleefeld, niemiecki prawnik, polityk, burmistrz Gdańska i burgrabia królewski (ur. 1522)
- 1589 – Alessandro Farnese, włoski kardynał (ur. 1520)
- 1604 – Giuseppe Brizio, włoski architekt (ur. 1533)
- 1611 – Ernest II, książę brunszwicko-lüneburski na Celle (ur. 1564)
- 1617 – Robert Abbot, angielski duchowny i teolog anglikański, biskup Salisbury (ur. 1560)
- 1619 – (lub 4 marca) Anna Duńska, królowa Anglii i Szkocji (ur. 1574)
- 1676 – Juan de Almoguera, hiszpański duchowny katolicki, biskup Arequipy, arcybiskup metropolita Limy i prymas Peru (ur. 1605)
- 1715 – Emmanuel de Bouillon, francuski kardynał, dyplomata (ur. 1643)
- 1725 – José Benito de Churriguera, hiszpański architekt (ur. 1665)
- 1729:
  - Abd al-Malik, sułtan Maroka (ur. po 1696)
  - Baltazar Wilksycki, polski duchowny katolicki, biskup pomocniczy poznański (ur. 1658)
- 1755 – Louis de Rouvroy, francuski książę, wojskowy, dyplomata (ur. 1675)
- 1756 – Hilarion Falęcki, polski karmelita bosy, kaznodzieja, pisarz (ur. ok. 1678)
- 1758 – Johann Baptist Zimmermann, niemiecki malarz, sztukator (ur. 1680)
- 1759 – Adam Ignacy Komorowski, polski duchowny katolicki, arcybiskup metropolita gnieźnieński i prymas Polski (ur. 1699)
- 1779 – Katarzyna Agnieszka Ludwika Sapieha, łowczyna litewska, działaczka konfederacji barskiej (ur. 1718)
- 1782 – Zofia Filipa Burbon, francuska księżniczka (ur. 1734)
- 1791 – John Wesley, brytyjski duchowny i teolog anglikański (ur. 1703)
- 1797 – Horace Walpole, brytyjski arystokrata, polityk, pisarz (ur. 1717)
- 1806 – Michał Jerzy Mniszech, polski szlachcic, filozof, historyk, pedagog, polityk (ur. 1748)
- 1810 – Franciszek Stadnicki, polski rotmistrz, polityk (ur. 1742)
- 1817 – Giacomo Quarenghi, włoski architekt, malarz (ur. 1744)
- 1822 – Jan Baudouin de Courtenay, polski publicysta, dramaturg (ur. 1735)
- 1830:
  - Ignaz Schuppanzigh, austriacki skrzypek, dyrygent, pedagog (ur. 1776)
  - Samuel Thomas von Sömmering, niemiecki lekarz, fizyk, wynalazca (ur. 1755)
- 1834 – Samuel Józef Różycki, polski generał, uczestnik powstania listopadowego (ur. 1781)
- 1835 – Franciszek II Habsburg, cesarz rzymsko-niemiecki i austriacki (ur. 1768)
- 1839 – Charlotta Napoleona Bonaparte, infantka hiszpańska (ur. 1802)
- 1840 – Heinrich Wilhelm Olbers, niemiecki astronom, lekarz, fizyk (ur. 1758)
- 1847 – Florian Straszewski, polski ziemianin, działacz społeczny (ur. 1767)
- 1855 – Mikołaj I Romanow, cesarz Rosji (ur. 1796)
- 1868 – Albert von Bezold, niemiecki fizjolog (ur. 1836)
- 1869 – Hugh Gough, brytyjski arystokrata, dowódca wojskowy, marszałek polny (ur. 1779)
- 1873:
  - Henrik Heltberg, norweski pedagog (ur. 1806)
  - Edward Johnson, amerykański major i konfederacki generał (ur. 1816)
- 1878:
  - John Cochrane, szkocki prawnik, szachista (ur. 1798)
  - Benjamin Wade, amerykański prawnik, polityk (zm. 1800)
- 1885 – Berthe Morisot, francuska malarka (ur. 1841)
- 1887 – Wilhelm Troschel, polski śpiewak operowy (bas), kompozytor, pedagog pochodzenia niemieckiego (ur. 1823)
- 1889 – Ludwik Waryński, polski działacz i ideolog ruchu socjalistycznego (ur. 1856)
- 1892 – Daniel Solikowski, polski duchowny katolicki, polityk (ur. 1808)
- 1893 – Wiktor Arcimowicz, polski i rosyjski polityk (ur. 1820)
- 1894 – Jubal Early, amerykański prawnik, generał konfederacki (ur. 1816)
- 1895:
  - Berthe Morisot, francuska malarka (ur. 1841)
  - Isma’il Pasza, kedyw Egiptu i Sudanu (ur. 1830)
- 1899 – Ernest Malinowski, polski inżynier kolejowy i drogowy (ur. 1818)
- 1900 – Łukasz Solecki, polski duchowny katolicki, biskup przemyski (ur. 1827)
- 1901:
  - George Dawson, kanadyjski geolog, geograf, biolog, paleontolog (ur. 1849)
  - Franciszek Mycielski, polski hrabia, ziemianin, polityk (ur. 1832)
- 1902 – John Francis Bentley, brytyjski architekt (ur. 1839)
- 1903:
  - Franjo Maixner, chorwacki filolog klasyczny, wykładowca akademicki (ur. 1841)
  - Max Roepell, niemiecki prawnik, urzędnik kolejowy (ur. 1841)
- 1906 – Jean-Baptiste-Édouard Gélineau, francuski chirurg, lekarz wojskowy (ur. 1828)
- 1908 – Ludwig von Tiedemann, niemiecki architekt (ur. 1841)
- 1909 – (lub 28 lutego) Henriëtte Ronner-Knip, holenderska malarka (ur. 1821)
- 1910 – Oskar Jäger, niemiecki historyk, pedagog (ur. 1830)
- 1912:
  - Roman Gostkowski, polski inżynier kolejnictwa, wykładowca akademicki (ur. 1837)
  - Edward Grabowski, polski krytyk i historyk literatury, pedagog (ur. 1849)
  - Vilém Mrštík, czeski pisarz, krytyk literacki (ur. 1863)
- 1914:
  - Bogumiła Donimirska, polska posiadaczka ziemska, działaczka społeczna i oświatowa (ur. 1816)
  - Franjo Iveković, chorwacki duchowny katolicki, językoznawca, pisarz religijny (ur. 1834)
- 1916:
  - Elżbieta, królowa Rumunii (ur. 1843)
  - Stanisław Choróbski, polski kapral Legionów Polskich (ur. 1895)
- 1917 – Juliusz Vetter, polski piwowar, filantrop (ur. 1853)
- 1918:
  - Giovanna Meneghini, włoska zakonnica, Służebnica Boża (ur. 1868)
  - Mirko Dymitr Petrović-Niegosz, książę czarnogórski (ur. 1879)
- 1920:
  - Karl de Bouché, niemiecki witrażysta (ur. 1845)
  - Józef Lanikiewicz, polski urzędnik, uczestnik powstania styczniowego (ur. 1847)
- 1921:
  - Champ Clark, amerykański polityk (ur. 1850)
  - Władysław Koziełł-Poklewski, polski inżynier, generał podporucznik (ur. 1866)
  - Henryk Pachulski, polski kompozytor, pianista (ur. 1859)
  - Emilia Topas-Bernsztajnowa, polska nauczycielka, literatka, właścicielka księgarni pochodzenia żydowskiego (ur. 1845)
- 1922 – Henry Bataille, francuski dramaturg, poeta, malarz (ur. 1872)
- 1925:
  - Ernesto Celli, argentyński piłkarz (ur. 1895)
  - Luigj Gurakuqi, albański dziennikarz, polityk (ur. 1879)
- 1927:
  - Antonín Heveroch, czeski psychiatra, neurolog, wykładowca akademicki (ur. 1869)
  - Jan Kašpar, czeski inżynier, pionier lotnictwa (ur. 1883)
  - Leon Konstanty Radziwiłł, polski książę, major armii francuskiej (ur. 1880)
- 1930:
  - David H. Lawrence, brytyjski pisarz (ur. 1885)
  - Richard Wilhelm, niemiecki sinolog, wykładowca akademicki, teolog i misjonarz ewangelicki (ur. 1873)
- 1932 – Aniela od Krzyża, hiszpańska zakonnica, święta (ur. 1846)
- 1933 – Zygmunt Sędzimir, polski duchowny katolicki, działacz społeczny, polityk, poseł na Sejm Ustawodawczy (ur. 1881)
- 1934 – Augustyn Czarnowski, polski lekarz stomatolog, homeopata (ur. 1861)
- 1936 – Wiktoria Melita Koburg, członkini brytyjskiej rodziny królewskiej, wielka księżna Hesji i Rosji (ur. 1876)
- 1937:
  - Aleksander Biborski, polski architekt (ur. 1856)
  - Gyula Dollinger, węgierski chirurg, ortopeda (ur. 1849)
  - Andrzej Kujawski, polski podporucznik, uczestnik powstania styczniowego (ur. 1841)
- 1938 – Joe Crail, amerykański polityk (ur. 1877)
- 1939:
  - Howard Carter, brytyjski archeolog, egiptolog (ur. 1874)
  - Oskar Miłosz, litewski poeta, dyplomata (ur. 1877)
- 1940 – Ricardo Miró, panamski poeta, prozaik, dyplomata (ur. 1883)
- 1942:
  - Wacław Boguszewski, polski podpułkownik piechoty (ur. 1891)
  - Charlie Christian, amerykański gitarzysta jazzowy (ur. 1916)
  - Stefan Essmanowski, polski poeta, publicysta, krytyk literacki, tłumacz, wykładowca akademicki (ur. 1898)
  - Benedykt Fuliński, polski biolog, wykładowca akademicki (ur. 1881)
  - Mosze Lewin, polski literat, rysownik pochodzenia żydowskiego (ur. ?)
  - Siergiej Sołowjow, rosyjski duchowny katolicki, poeta (ur. 1885)
- 1944 – Jules-Joseph Cénez, francuski duchowny katolicki, misjonarz, prefekt i wikariusz apostolski Basutolandu (ur. 1865)
- 1945:
  - Emily Carr, kanadyjska malarka, pisarka (ur. 1871)
  - Engelmar Unzeitig, niemiecki duchowny katolicki, błogosławiony (ur. 1911)
- 1948 – Abraham Brill, amerykański psychiatra, psychoanalityk (ur. 1874)
- 1949:
  - Sarojini Naidu, indyjska poetka, działaczka społeczna, polityk (ur. 1879)
  - Carr Neel, amerykański tenisista (ur. 1873)
  - Adam Scharrer, niemiecki prozaik, dramaturg (ur. 1889)
- 1950:
  - Gieorgij Stark, rosyjski kontradmirał, działacz emigracyjny (ur. 1878)
  - Leon Supiński, polski prawnik, polityk, minister sprawiedliwości, pierwszy prezes Sądu Najwyższego (ur. 1874)
- 1951 – Ľudmila Podjavorinská, słowacka pisarka, poetka (ur. 1872)
- 1953 – Jim Lightbody, amerykański lekkoatleta, średniodystansowiec (ur. 1882)
- 1954 – Wacław Fara, polski generał dywizji (ur. 1874)
- 1956:
  - Jan Emil Skiwski, polski pisarz, krytyk literacki, publicysta (ur. 1894)
  - Izrael Zolli, włoski rabin (ur. 1881)
- 1959 – Wilam Horzyca, polski reżyser, dyrektor teatrów, pisarz, tłumacz, krytyk teatralny, polityk, poseł na Sejm RP (ur. 1889)
- 1960:
  - Jan Lewandowski, polski pułkownik, przedsiębiorca, działacz niepodległościowy, polityk, senator RP (ur. 1885)
  - Stanisław Taczak, polski generał brygady, dowódca powstania wielkopolskiego (ur. 1874)
- 1962 – Wall Doxey, amerykański prawnik, polityk (ur. 1892)
- 1963:
  - Siegfried Häggberg, szwedzki inżynier, przedsiębiorca, współpracownik polskiego ruchu oporu (ur. 1887)
  - Ada Sadowska, polska artystka radiowa (ur. 1899)
- 1964 – Jakub Madej, polski polityk, poseł na Sejm RP (ur. 1868)
- 1965:
  - Michaił Cereteli, gruziński historyk, filolog, wykładowca akademicki, pisarz, publicysta, działacz narodowy, dyplomata, emigrant (ur. 1878)
  - Ján Valašťan Dolinský, słowacki kompozytor, nauczyciel, dziennikarz, esperantysta, zbieracz pieśni ludowych (ur. 1892)
- 1967 – Lucjan Górnisiewicz, polski prawnik, popularyzator turystyki (ur. 1884)
- 1970 – Marc-Aurèle Fortin, kanadyjski malarz, rysownik (ur. 1888)
- 1971:
  - Kazimierz Sawicki, polski generał brygady (ur. 1888)
  - Jan Wawrzynek, polski działacz społeczny i polityczny, powstaniec śląski (ur. 1903)
- 1972:
  - Robert Andersson, szwedzki pływak, piłkarz wodny, skoczek do wody (ur. 1886)
  - Jaroslavas Citavičius, litewski piłkarz (ur. 1907)
- 1973 – Alina Szapocznikow, polska rzeźbiarka, graficzka pochodzenia żydowskiego (ur. 1926)
- 1974:
  - Gustaw Leyding-Mielecki, polski dziennikarz, historyk, działacz narodowy na Mazurach (ur. 1899)
  - Salvador Puig Antich, hiszpański anarchista (ur. 1948)
- 1975:
  - Herbert Heinrich, niemiecki pływak (ur. 1899)
  - Rao Shushi, chiński polityk komunistyczny (ur. 1903)
  - Nikołaj Riabinin, radziecki starszy porucznik (ur. 1909)
  - Gustaw Różycki, polski przedsiębiorca, inżynier, wynalazca (ur. 1892)
  - Mieczysław Sienkiewicz, polski hokeista, piłkarz, bramkarz (ur. 1919)
  - Madeleine Vionnet, francuska projektantka mody (ur. 1876)
- 1976:
  - Narve Bonna, norweski skoczek narciarski (ur. 1901)
  - Jan Czermiński, polski geolog, petrograf, wykładowca akademicki (ur. 1923)
  - Roman Korolec, polski prawnik, specjalista prawa pracy, wykładowca akademicki (ur. 1928)
- 1977:
  - Tymoteusz Chwiedoszczenia, radziecki, białoruski i polski wojskowy, antysowiecki dowódca partyzancki, białoruski działacz narodowo-kulturalny (ur. 1893)
  - Henryk Lisowski, polski fotografik, fotoreporter (ur. 1905)
- 1978 – Mario Pei, włoski lingwista, poliglota (ur. 1901)
- 1979:
  - Vincenzo Cuccia, włoski szermierz (ur. 1892)
  - Anna Szczepaniak, polska aktorka (ur. 1951)
- 1980:
  - Jarosław Iwaszkiewicz, polski prozaik, poeta, eseista, tłumacz, librecista, polityk, poseł na Sejm PRL (ur. 1894)
  - Arlie Schardt, amerykański lekkoatleta, długodystansowiec (ur. 1895)
- 1982 – Philip K. Dick, amerykański pisarz science fiction (ur. 1928)
- 1983 – Louis Béguet, francuski rugbysta (ur. 1894)
- 1984 – Ganna Walska, amerykańska śpiewaczka operowa (sopran) pochodzenia polskiego (ur. 1887)
- 1985:
  - Michaił Jewsiejenko, radziecki polityk (ur. 1908)
  - Julie Vlasto, francuska tenisistka (ur. 1903)
- 1986 – Feliks Bryś, polski działacz i przewodnik turystyczny (ur. 1903)
- 1987:
  - Randolph Scott, amerykański aktor (ur. 1898)
  - Paweł Moskwa, polski poeta, major lotnictwa  (ur. 1910)
- 1988:
  - Wadim Miedwiediew, rosyjski aktor (ur. 1929)
  - Jan Pietraszko, polski duchowny katolicki, biskup pomocniczy krakowski (ur. 1911)
- 1990 – Bołot Mambetow, radziecki i kirgiski polityk (ur. 1907)
- 1991:
  - Serge Gainsbourg, francuski kompozytor, aktor, piosenkarz, scenarzysta, reżyser (ur. 1928)
  - Josef Stalder, szwajcarski gimnastyk (ur. 1919)
- 1992:
  - Sandy Dennis, amerykańska aktorka (ur. 1937)
  - Adam Jaworski-Sas-Choroszkiewicz, polski generał brygady (ur. 1907)
- 1993:
  - Józef Dusza, polski podpułkownik aparatu bezpieczeństwa (ur. 1913)
  - Hans Hilfiker, szwajcarski inżynier elektryk, projektant wzornictwa przemysłowego (ur. 1901)
  - Frans Westergren, szwedzki zapaśnik (ur. 1914)
- 1994:
  - Bohdan Galster, polski rusycysta, wykładowca akademicki (ur. 1931)
  - Margherita Maria Guaini, włoska zakonnica, Służebnica Boża (ur. 1902)
- 1995:
  - Willy Mucha, francuski malarz pochodzenia polskiego (ur. 1905)
  - Wiktor Podjabłonski, radziecki polityk (ur. 1924)
- 1996:
  - Célestin Delmer, francuski piłkarz (ur. 1907)
  - Dariusz Fikus, polski dziennikarz, publicysta (ur. 1932)
  - Jacobo Majluta Azar, dominikański polityk, wiceprezydent i prezydent Dominikany (ur. 1934)
  - Borys Możajew, rosyjski pisarz, publicysta (ur. 1923)
- 1997 – Amleto Frignani, włoski piłkarz (ur. 1932)
- 1998 – Leif Blomberg, szwedzki związkowiec, polityk (ur. 1941)
- 1999:
  - David Ackles, amerykański piosenkarz, kompozytor, aktor (ur. 1937)
  - Dusty Springfield, brytyjska piosenkarka (ur. 1939)
- 2000:
  - Audun Boysen, norweski lekkoatleta, średniodystansowiec (ur. 1929)
  - Jurij Litujew, rosyjski lekkoatleta, płotkarz (ur. 1925)
  - Wladimir Markarianc, radziecki i ormiański polityk (ur. 1934)
  - Corrado Rollero, włoski pianista (ur. 1969)
- 2001:
  - John Diamond, brytyjski dziennikarz, publicysta (ur. 1953)
  - Andrzej Ewert, polski geograf, wykładowca akademicki (ur. 1938)
  - Stanisław Jędrzejek, polski pedagog, regionalista, historyk amator, poeta (ur. 1904)
  - Janusz Przybysz, polski prozaik, satyryk, autor komedii muzycznych (ur. 1936)
- 2002:
  - Jason Mayélé, kongijski piłkarz (ur. 1976)
  - Teresa Remiszewska, polska żeglarka, instruktorka żeglarstwa (ur. 1928)
- 2003:
  - Roger Albertsen, norweski piłkarz, trener (ur. 1957)
  - Wanda Boniszewska, polska zakonnica, stygmatyczka (ur. 1907)
  - Peter Kittelmann, niemiecki prawnik, samorządowiec, polityk (ur. 1936)
  - Malcolm Williamson, australijski kompozytor, pianista, organista (ur. 1931)
- 2004:
  - Efstatios Lagakos, grecki prawnik, dyplomata, polityk, eurodeputowany (ur. 1921)
  - Mercedes McCambridge, amerykańska aktorka (ur. 1916)
  - Ryszard Rink, polski inżynier mechanik, wykładowca akademicki (ur. 1930)
  - Eustachy Seweryn Sapieha, polski porucznik kawalerii, zawodowy myśliwy (ur. 1916)
- 2005:
  - Mario Moreno Burgos, chilijski piłkarz (ur. 1935)
  - Ivan Parík, słowacki kompozytor (ur. 1938)
- 2006 – Leopold Gratz, austriacki polityk, dyplomata (ur. 1929)
- 2007:
  - Bogdan Cybulski, polski trener piłki ręcznej (ur. 1950)
  - Henri Troyat, francuski pisarz pochodzenia rosyjskiego (ur. 1911)
  - Klementyna Zielniok-Dyś, polska koszykarka (ur. 1933)
- 2008:
  - Jeff Healey, kanadyjski muzyk (ur. 1966)
  - Frederick Seitz, amerykański fizyk, wykładowca akademicki (ur. 1911)
- 2009:
  - Ernst Benda, niemiecki prawnik, polityk (ur. 1925)
  - Stanisława Lewandowska, polska historyk (ur. 1924)
  - Władysław Prekurat, polski pułkownik, funkcjonariusz SB (ur. 1931)
  - Carlos Sosa, argentyński piłkarz (ur. 1919)
  - João Bernardo Vieira, gwinejski polityk, prezydent Gwinei Bissau (ur. 1939)
- 2010:
  - Winston Churchill, brytyjski polityk (ur. 1940)
  - Paul Drayton, amerykański lekkoatleta, sprinter (ur. 1939)
  - Leszek Piotrowski, polski adwokat, polityk, senator RP, wiceminister sprawiedliwości (ur. 1938)
- 2011:
  - Shahbaz Bhatti, pakistański polityk (ur. 1968)
  - Bernard Cywinski, amerykański architekt, wykładowca akademicki (ur. 1940)
  - Allan Louisy, polityk z Saint Lucia, premier (ur. 1916)
  - Thor Vilhjálmsson, islandzki pisarz, tłumacz (ur. 1925)
- 2012:
  - Stanisława Kopiec, polska poetka (ur. 1953)
  - Norman St John-Stevas, brytyjski prawnik, polityk (ur. 1929)
- 2013:
  - Muchtar Bilmuchtar, algierski terrorysta (ur. 1972)
  - Ewa Chramiec, polska żeglarka sportowa (ur. 1934)
  - Jeorjos Kolokitas, grecki koszykarz, działacz sportowy (ur. 1945)
  - Elżbieta Spratek-Romanowska, polska tancerka baletowa (ur. 1937)
- 2014:
  - Ryhor Baradulin, białoruski poeta, eseista, tłumacz (ur. 1935)
  - Sal DeRosa, włosko-amerykański trener piłkarski (ur. 1931)
  - Andrzej Minkiewicz, polski dziennikarz i działacz sportowy (ur. 1943)
- 2015:
  - Francisco González Ledesma, hiszpański pisarz, dziennikarz, adwokat (ur. 1927)
  - Bettina Graziani, francuska modelka (ur. 1925)
  - Joseph Kohnen, luksemburski literaturoznawca, wykładowca akademicki (ur. 1940)
  - Dave Mackay, szkocki piłkarz, trener (ur. 1934)
- 2016:
  - Janusz Bolonek, polski duchowny katolicki, nuncjusz apostolski (ur. 1938)
  - Allan Michaelsen, duński piłkarz, trener (ur. 1947)
  - Aleksander Przygodziński, polski związkowiec (ur. 1942)
  - Władysław Wojtakajtis, polski pływak (ur. 1949)
- 2018:
  - Ota Filip, czeski pisarz (ur. 1930)
  - Billy Herrington, amerykański aktor pornograficzny, bohater memów (ur. 1969)
  - Józef Kiełbania, polski kierowca wyścigowy (ur. 1935)
  - Bolesław Kowalski, polski pułkownik, działacz kombatancki (ur. 1917)
  - Carlo Ripa di Meana, włoski ekolog, publicysta, polityk, minister środowiska, eurodeputowany (ur. 1929)
- 2019:
  - Henryk Hudzik, polski matematyk (ur. 1945)
  - Rafael Torija de la Fuente, hiszpański duchowny katolicki, prałat terytorialny i biskup Ciudad Real (ur. 1927)
  - Czesław Wawrzyniak, polski kontradmirał, funkcjonariusz służb specjalnych (ur. 1937)
- 2020:
  - Henry N. Cobb, amerykański architekt, fotograf (ur. 1926)
  - Viktor Josef Dammertz, niemiecki duchowny katolicki, biskup Augsburga (ur. 1929)
  - Uwe Laysiepen, niemiecki fotograf, performer (ur. 1943)
  - Mohammad Mirmohammadi, irański polityk (ur. 1949)
  - Władimir Szuralow, rosyjski generał (ur. 1935)
- 2021:
  - Chris Barber, brytyjski muzyk jazzowy (ur. 1930)
  - George Bass, amerykański archeolog (ur. 1932)
  - Bunny Wailer, jamajski wokalista, perkusista, członek zespołu The Wailers (ur. 1947)
- 2022:
  - Zbigniew Jaremko, polski saksofonista jazzowy, kompozytor (ur. 1946)
  - Andrzej Łągwa, polski aktor (ur. 1944)
  - Robert Rose, amerykański duchowny katolicki, biskup Grand Rapids (ur. 1930)
  - Wołodymyr Struk, ukraiński samorządowiec, polityk, burmistrz Kreminny (ur. 1964)
- 2023:
  - Per Kristoffersen, norweski piłkarz (ur. 1937)
  - Benedykt Radecki, polski perkusista, członek zespołów: Dżamble, Niebiesko-Czarni i Extra Ball (ur. 1949)
  - Wayne Shorter, amerykański saksofonista jazzowy, członek zespołu Weather Report (ur. 1933)
  - Lucjan Woźniak, polski pianista, gitarzysta jazzowy, członek zespołów: Flamingo i Rama 111 (ur. 1937)
  - Joachim Zeller, niemiecki samorządowiec, polityk, eurodeputowany (ur. 1952)
  - Jan Żurawski, polski zapaśnik, trener (ur. 1932)
- 2024:
  - John Okafor, nigeryjski aktor (ur. 1961)
  - Søren Pape Poulsen, duński nauczyciel, samorządowiec, polityk, minister sprawiedliwości (ur. 1971)
  - Nikola Vuljanić, chorwacki filolog, polityk, eurodeputowany (ur. 1949)
  - Kazbiek Zankiszyjew, rosyjski judoka (ur. 1992)
- 2025:
  - Buwajsar Sajtijew, rosyjski zapaśnik (ur. 1975)
  - Bernhard Vogel, niemiecki politolog, polityk, minister edukacji i kultury, premier Nadrenii-Palatynatu i Turyngii (ur. 1932)